# Ciclisme als Jocs Olímpics d'estiu de 2016 - Velocitat per equips masculina
La prova de velocitat per equips masculina dels Jocs Olímpics d'Estiu 2016 de Rio de Janeiro es disputà l'11 d'agost al Velòdrom Olímpic de Rio.
Aquesta prova de ciclisme en pista constava de diverses rondes que calia superar. Cada equip estava format per tres ciclistes, i cada cursa constava de tres voltes al velòdrom, en què cada ciclista havia de liderar una de les voltes. A la primera ronda cada equip buscà fer el millor temps, i es classificaven els vuit primers. A la següent ronda aquests vuit equips s'enfronten entre ells en grups de dos, segons l'ordre següent: 1r contra 8è, 2n contra 7è, 3r contra 6è i 4t contra 5è. Els 4 vencedors continuaven endavant, i s'enfrontaven els dos millors temps per la Medalla d'Or i els altres dos per a la de Bronze.
La prova va ser guanyada per l'equip del Regne Unit, seguit per Nova Zelanda, i França quedà en tercer lloc.

## Medallistes
| Or                                                        | Plata                                                       | Bronze                                                       |
| Regne Unit · Philip Hindes · Jason Kenny · Callum Skinner | Nova Zelanda · Eddie Dawkins · Ethan Mitchell · Sam Webster | França · Grégory Baugé · Michaël D'Almeida · François Pervis |

## Qualificació
En color, els vuit primers equips es classifiquen per a la següent ronda.
| Posició | País          | Ciclistes                                        | Temps         |
| ------- | ------------- | ------------------------------------------------ | ------------- |
| 1       | Regne Unit    | Philip Hindes Jason Kenny Callum Skinner         | 42.562 (R.O.) |
| 2       | Nova Zelanda  | Eddie Dawkins Ethan Mitchell Sam Webster         | 42.673        |
| 3       | Austràlia     | Patrick Constable Matthew Glaetzer Nathan Hart   | 43.158        |
| 4       | França        | Grégory Baugé Michaël D'Almeida François Pervis  | 43.185        |
| 5       | Polònia       | Rafal Sarnecki Damian Zielinski Krzysztof Maksel | 43.297        |
| 6       | Països Baixos | Jeffrey Hoogland Theo Bos Matthijs Buchli        | 43.688        |
| 7       | Alemanya      | Rene Enders Joachim Eilers Maximilian Levy       | 43.711        |
| 8       | Veneçuela     | César Marcano Hersony Canelón Ángel Pulgar       | 44.263        |
| 9       | Corea del Sud | Son Je-yong Im Chae-bin Kang Dong-jin            | -             |

## Primera ronda
Els quatre equips vencedors passen a lluitar per les medalles
| País    | Temps  | Posició |
| ------- | ------ | ------- |
| França  | 43.153 | 3       |
| Polònia | 43.555 | 7       |

| País          | Temps  | Posició |
| ------------- | ------ | ------- |
| Austràlia     | 43.166 | 4       |
| Països Baixos | 43.552 | 6       |

| País     | Temps        | Posició |
| -------- | ------------ | ------- |
| França   | 43" 656 R.O. | 1       |
| Alemanya | 42.535       | 5       |

| País       | Temps  | Posició |
| ---------- | ------ | ------- |
| Regne Unit | 42.640 | 2       |
| Veneçuela  | 44.486 | 8       |

## Final
Els dos millors equips de la ronda anterior s'enfronten entre ells per decidir la Medalla d'Or.
| País         | Temps       | Posició |
| ------------ | ----------- | ------- |
| Regne Unit   | 42.440 R.O. | Or      |
| Nova Zelanda | 42.542      | Plata   |

| País      | Temps  | Posició |
| --------- | ------ | ------- |
| França    | 43.143 | Bronze  |
| Austràlia | 43.298 | 4       |